# Jean-Pierre Nsame
Jean-Pierre Junior Nsame (Douala, 1º maggio 1993) è un calciatore camerunese con cittadinanza francese, attaccante del Legia Varsavia e della nazionale camerunese.

## Caratteristiche tecniche
Di ruolo prima punta, dispone di buon fiuto del gol ed è anche un buon assist-man.

## Carriera

### Club

#### Gli inizi in Francia
Ha giocato in Francia, dove cresce con l'Angers prima di trasferirsi in prestito nella terza serie francese al Carquefou dove realizza 10 reti in 22 partite, chiudendo il campionato anticipatamente a causa di un problema alla spalla.
L'anno successivo gioca in prestito all'Amiens, dove realizza 7 reti in 34 partite per poi rientrare all'Angers ma dopo solo un mese di campionato è costretto ad un'operazione alla spalla che lo tiene fuori per tutto l'anno.

#### L'arrivo in Svizzera
Rimasto svincolato si trasferisce in Svizzera con il Servette dove firma un contratto quadriennale. Diventa il capocannoniere della squadra con 23 reti.

#### L'esplosione con lo Young Boys
L'anno successivo viene acquistato dallo Young Boys, che versa nelle casse del Servette la cifra di 800.000 euro e gli fa firmare un contratto quadriennale. Con la squadra giallonera diventa campione di Svizzera per quattro stagioni consecutive e nella stagione 2019-2020 risulta capocannoniere con 32 gol nel campionato 2019-2020. Si ripete come capocannoniere con 19 gol nella stagione successiva. In quattro anni e mezzo realizza ben 108 reti in 195 partite.
Destinato al Red Bull Lipsia, per una cifra vicina ai 15 milioni, nel maggio 2021 durante una partita d'allenamento si infortuna ad un ginocchio; questo lo porterà ad uno stop di 6 mesi ed allo stop della trattativa col club tedesco.

#### Venezia
Il 31 gennaio 2022 viene ceduto in prestito oneroso (500.000 euro) al Venezia con eventuale riscatto fissato a 10 milioni di euro. Esordisce con i veneti il 6 febbraio seguente in occasione della sconfitta casalinga per 0-2 contro il Napoli. L'avventura in Serie A si chiude con la retrocessione e con nessun gol all'attivo in 11 presenze.

#### Il ritorno allo Young Boys
Tornato in Svizzera, dopo aver scelto di non esercitare la clausola con la squadra veneta, diventa nuovamente il perno dell'attacco dello Young Boys.

#### Como e prestiti al Legia Varsavia e al San Gallo
Il 26 gennaio 2024 Nsame viene acquistato a titolo definitivo per 7 milioni di euro dal Como, in Serie B, tornando così in Italia a due anni dall'esperienza a Venezia.
Tuttavia con i lariani trova poco spazio, ragion per cui il 18 giugno 2024 viene ceduto in prestito al Legia Varsavia.
Il 30 gennaio 2025 viene ceduto in prestito al San Gallo.

### Nazionale
Ha esordito il 5 settembre 2017 con la nazionale camerunese, nel match valido per la qualificazione al mondiale contro la Nigeria.
Nel 2022 torna ad essere convocato, giocando due amichevoli nella seconda metà di settembre. Fa parte dei convocati al Mondiale in Qatar, manifestazione in cui non scenderà mai in campo.

## Statistiche

### Presenze e reti nei club
Statistiche aggiornate al 1° marzo 2025.
| Stagione          | Squadra           | Campionato        | Campionato | Campionato | Coppe nazionali | Coppe nazionali | Coppe nazionali | Coppe continentali | Coppe continentali | Coppe continentali | Altre coppe | Altre coppe | Altre coppe | Totale | Totale | Totale |
| Stagione          | Squadra           | Comp              | Pres       | Reti       | Comp            | Pres            | Reti            | Comp               | Pres               | Reti               | Comp        | Pres        | Reti        | Pres   | Reti   |        |
| ----------------- | ----------------- | ----------------- | ---------- | ---------- | --------------- | --------------- | --------------- | ------------------ | ------------------ | ------------------ | ----------- | ----------- | ----------- | ------ | ------ | ------ |
| 2011-2012         | Angers            | L2                | 1          | 0          | CF+CdL          | 0+0             | 0               | -                  | -                  | -                  | -           | -           | -           | 1      | 0      |        |
| 2012-2013         | Angers            | L2                | 17         | 1          | CF+CdL          | 2+1             | 0               | -                  | -                  | -                  | -           | -           | -           | 20     | 1      |        |
| 2013-2014         | Carquefou         | N1                | 22         | 0          | CF              | 0               | 0               | -                  | -                  | -                  | -           | -           | -           | 22     | 0      |        |
| 2014-2015         | Amiens            | N1                | 34         | 7          | CF              | 3               | 4               | -                  | -                  | -                  | -           | -           | -           | 37     | 11     |        |
| 2015-2016         | Angers            | L1                | 5          | 0          | CF+CdL          | 1+1             | 0               | -                  | -                  | -                  | -           | -           | -           | 7      | 0      |        |
| Totale Angers     | Totale Angers     | Totale Angers     | 23         | 1          |                 | 5               | 0               |                    | -                  | -                  |             | -           | -           | 28     | 1      |        |
| 2016-2017         | Servette          | CL                | 31         | 23         | CS              | 0               | 0               | -                  | -                  | -                  | -           | -           | -           | 31     | 23     |        |
| 2017-2018         | Young Boys        | SL                | 31         | 13         | CS              | 5               | 2               | UCL+UEL            | 3+6                | 0                  | -           | -           | -           | 45     | 15     |        |
| 2018-2019         | Young Boys        | SL                | 31         | 15         | CS              | 4               | 1               | UCL                | 5                  | 0                  | -           | -           | -           | 40     | 16     |        |
| 2019-2020         | Young Boys        | SL                | 32         | 32         | CS              | 6               | 7               | UCL+UEL            | 2+6                | 0+2                | -           | -           | -           | 46     | 41     |        |
| 2020-2021         | Young Boys        | SL                | 30         | 19         | CS              | 1               | 0               | UCL+UEL            | 2+9                | 1+6                | -           | -           | -           | 42     | 26     |        |
| 2021-gen. 2022    | Young Boys        | SL                | 0          | 0          | CS              | 0               | 0               | UCL                | -                  | -                  | -           | -           | -           | 0      | 0      |        |
| gen.-giu.2022     | Venezia           | A                 | 11         | 0          | CI              | -               | -               | -                  | -                  | -                  | -           | -           | -           | 11     | 0      |        |
| 2022-2023         | Young Boys        | SL                | 33         | 21         | CS              | 4               | 5               | UECL               | 6                  | 4                  | -           | -           | -           | 43     | 30     |        |
| 2023-gen. 2024    | Young Boys        | SL                | 18         | 9          | CS              | 3               | 3               | UCL                | 5                  | 0                  | -           | -           | -           | 26     | 12     |        |
| Totale Young Boys | Totale Young Boys | Totale Young Boys | 175        | 109        |                 | 23              | 18              |                    | 44                 | 13                 |             | -           | -           | 242    | 140    |        |
| gen.-giu. 2024    | Como              | B                 | 8          | 0          | CI              | -               | -               | -                  | -                  | -                  | -           | -           | -           | 8      | 0      |        |
| 2024-gen. 2025    | Legia Varsavia    | EK                | 6          | 1          | CP              | 1               | 0               | UECL               | 3                  | 1                  | -           | -           | -           | 10     | 2      |        |
| gen.-giu. 2025    | San Gallo         | SL                | 6          | 2          | CS              | -               | -               | -                  | -                  | -                  | -           | -           | -           | 6      | 2      |        |
| Totale carriera   | Totale carriera   | Totale carriera   | 316        | 143        |                 | 32              | 22              |                    | 47                 | 14                 |             | -           | -           | 395    | 179    |        |

### Cronologia presenze e reti in nazionale
| Cronologia completa delle presenze e delle reti in nazionale ― Camerun | Cronologia completa delle presenze e delle reti in nazionale ― Camerun | Cronologia completa delle presenze e delle reti in nazionale ― Camerun | Cronologia completa delle presenze e delle reti in nazionale ― Camerun | Cronologia completa delle presenze e delle reti in nazionale ― Camerun | Cronologia completa delle presenze e delle reti in nazionale ― Camerun | Cronologia completa delle presenze e delle reti in nazionale ― Camerun | Cronologia completa delle presenze e delle reti in nazionale ― Camerun |
| Data                                                                   | Città                                                                  | In casa                                                                | Risultato                                                              | Ospiti                                                                 | Competizione                                                           | Reti                                                                   | Note                                                                   |
| ---------------------------------------------------------------------- | ---------------------------------------------------------------------- | ---------------------------------------------------------------------- | ---------------------------------------------------------------------- | ---------------------------------------------------------------------- | ---------------------------------------------------------------------- | ---------------------------------------------------------------------- | ---------------------------------------------------------------------- |
| 5-9-2017                                                               | Yaoundé                                                                | Camerun                                                                | 1 – 1                                                                  | Nigeria                                                                | Qual. Mondiali 2018                                                    | -                                                                      | 62’                                                                    |
| 9-6-2019                                                               | Majadahonda                                                            | Camerun                                                                | 2 – 1                                                                  | Zambia                                                                 | Amichevole                                                             | -                                                                      |                                                                        |
| 23-9-2022                                                              | Goyang                                                                 | Camerun                                                                | 0 – 2                                                                  | Uzbekistan                                                             | Amichevole                                                             | -                                                                      | 74’                                                                    |
| 27-9-2022                                                              | Seul                                                                   | Corea del Sud                                                          | 1 – 0                                                                  | Camerun                                                                | Amichevole                                                             | -                                                                      | 78’                                                                    |
| Totale                                                                 |                                                                        | Presenze                                                               | 4                                                                      |                                                                        | Reti                                                                   | 0                                                                      |                                                                        |

## Palmarès

### Club

#### Competizioni nazionali
- Campionato svizzero: 5

Young Boys: 2017-2018, 2018-2019, 2019-2020, 2020-2021, 2022-2023
- Coppa Svizzera: 2

Young Boys: 2019-2020, 2022-2023

### Individuale
- Capocannoniere della Challenge League: 1

2016-2017 (23 gol)
- Capocannoniere del campionato svizzero: 3

2019-2020 (32 gol), 2020-2021 (19 gol), 2022-2023  (21 gol)
- Capocannoniere della Coppa Svizzera: 1

2019-2020 (7 gol)
- Calciatore dell'anno: 2

Super League Player: 2019, 2020
- SAFP Golden 11: 2

Super League Team of the Year: 2020, 2021